# Houck
Houck è una località degli Stati Uniti d'America, situata nella Contea di Apache, nello Stato dell'Arizona.